# An Ocean Between Us
An Ocean Between Us is een studioalbum van de band As I Lay Dying. Oorspronkelijk werd aangenomen dat de naam Evolution zou worden.
Het album is bewerkt door Colin Richardson (Napalm Death, Bullet for My Valentine) en werd voor het eerst op myspace via streaming aangeboden op 17 augustus 2007.

## Tracklist
1. Separation
2. Nothing Left
3. An Ocean Between Us
4. Within Destruction
5. Forsaken
6. Comfort Betrays
7. I Never Wanted
8. Bury Us All
9. The Sound Of Truth
10. Wrath Upon Ourselves
11. This Is Who We Are